# Triodia
Triodia là một chi thực vật có hoa trong họ Hòa thảo (Poaceae).

## Loài
Chi Triodia gồm các loài: